# Textuurmapping

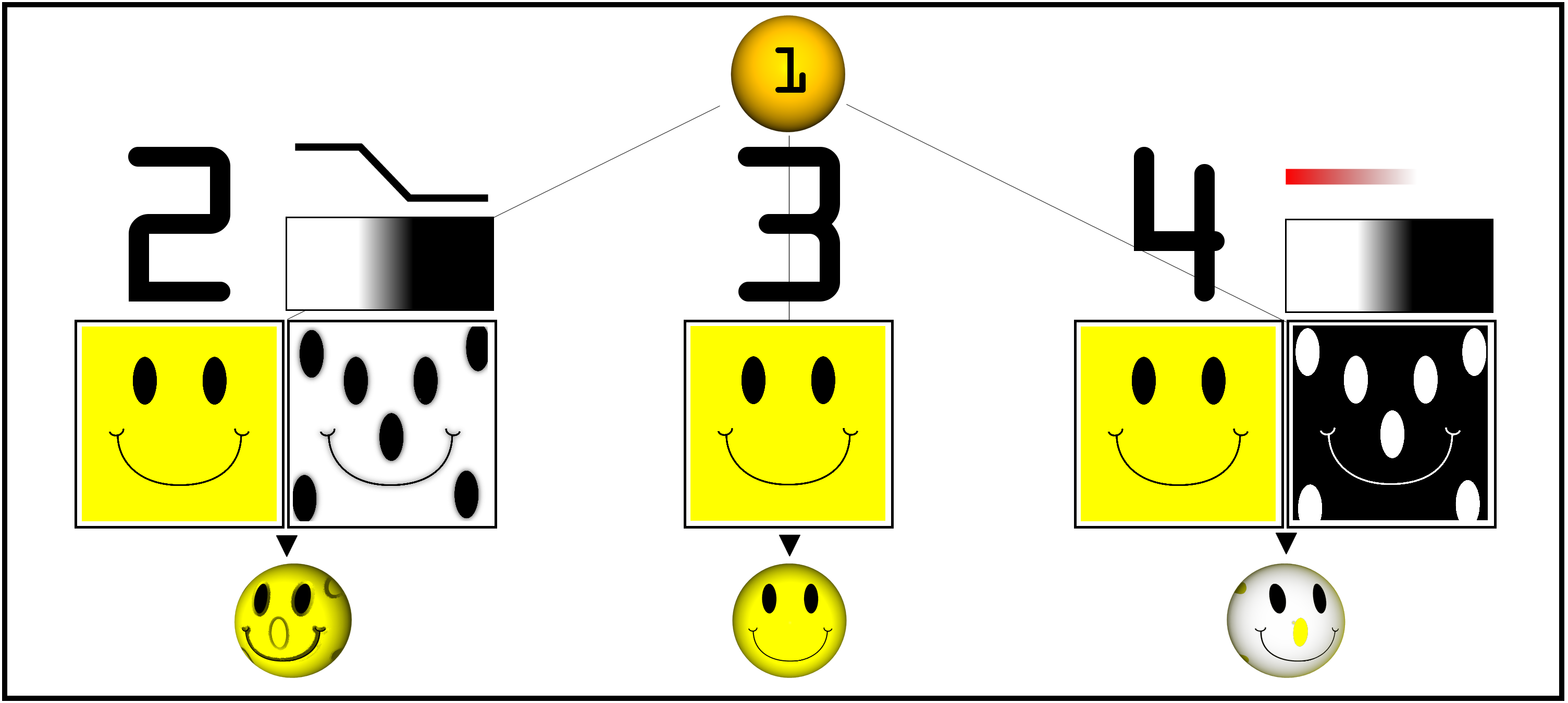
Textuurmapping met bump- en opacity map:
1. Bol zonder textuur
2. Texture- en bump map
3. Alleen texture map
4. Texture- en opacity map

Textuurmapping is een manier om extra details, texturen, kleuren en patronen toe te voegen aan een 3D-computermodel. Dankzij de snelle en krachtige processoren op grafische kaarten, kan het renderen in realtime gebeuren.

## Methoden
- eenvoudige substitutie: een figuur (bitmap, jpeg o.i.d.) wordt op de plaats van het vlak afgebeeld
- algoritmische substitutie: een functie (afhankelijk van helling, afstand, oriëntatie enz.) bepaalt hoe het vlak wordt afgebeeld
- multitexture: een combinatie van bovenstaande, bijvoorbeeld een eenvoudige substitutie in combinatie met algoritmische belichtingsfunctie

## Toepassingen
- Het toevoegen van texturen aan 2D- of 3D-materialen met behulp van 3D-computergraphics wordt textuurmapping genoemd. De textuurmap geeft de verdeling van de kristaloriëntaties binnen een microstructuur van een materiaal weer.
- Texture splatting
- Textuursynthese